# Dão (Fluss)
Der Dão (portugiesisch Rio Dão) ist ein rechter (nördlicher) Nebenfluss des Mondego in der Região Centro in der Mitte Portugals.

## Verlauf
Der Rio Dão entspringt in der Serra da Estrela ca. 2 km nordwestlich der Ortschaft Aguiar da Beira. Anschließend fließt er in südwestlicher Richtung durch den Distrikt Viseu. Er mündet oberhalb von Santa Comba Dão in den Stausee der Talsperre Aguieira.

## Nebenflüsse
Bei Ferreirós do Dão münden der Asnes und der Dinha in den Dão. Ungefähr 5 km östlich der Gemeinde Fragosela wird der Dão durch die Talsperre Fagilde zu einem Stausee aufgestaut.

## Weinbau
Das vielgerühmte Weinanbaugebiet Dão (port. Região Demarcada do Dão) ist nach dem Fluss benannt.